# Extended Data Services
Extended Data Services（XDS、かつてはEDSとも略された）とは、データサービスで、テレビ映像信号の垂直帰線区間に重畳されたキャプション信号である。XDSは、EIAの基準、EIA-766に分類されるアメリカの工業規格である。送られてくるアナログテレビ番組や他のNTSC映像信号のメタデータを配信するための規格である。
XDSは、アメリカのテレビ局や、テレビネットワーク、テレビ番組のシンジケイションディストリビューターによって用いられている。
XDSの主な用途は以下の通りである。
- 「AutoClock」システム（自動時刻設定機能）は、アメリカで売られた新しいテレビやVTRの時計を自動的にセットするために、時刻のデータを"Time-of-Day Packet"というXDSを通して配信された。大部分のPBSは、このサービスを提供している。
- 番組名とその残り時間のような、スクリーン上で示される基本的な番組の情報
- ステーション識別
- V-chipの内容を評価するデータ

XDSは、ABCのNetwork Alert System(NAS)にも用いられている。NASは、全米にあるABCの系列各局に対して、情報を通知し、警戒を促すための一方向の通信システムである。
XDSがクローズドキャプションを使用するとき、垂直帰線区間と同じ走査線（NTSC第21行）を使っているが、XDSはフィールド2を使用しているため問題は起こらない。